# Zupa czosnkowa

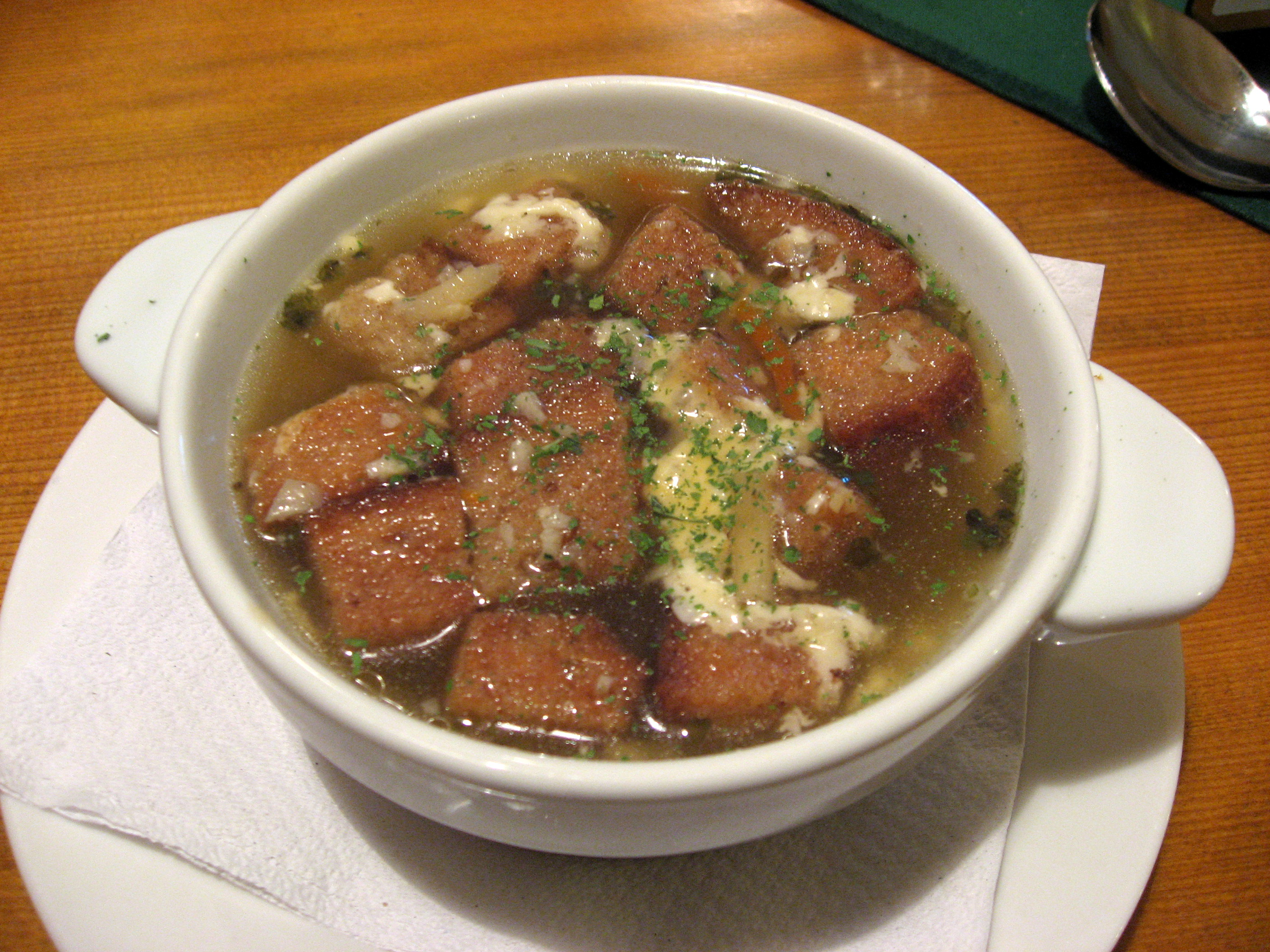
Zupa czosnkowa z krutonami

Zupa czosnkowa (czes. česneková polévka lub česnečka) – rzadka klarowna zupa; danie charakterystyczne dla kuchni czeskiej, sztandarowe w kategorii zup.
Zupę najczęściej przyrządza się na bazie wywaru, startego czosnku i ziemniaków, z dodatkiem zarumienionego, pokrojonego w kostkę chleba, tzw. krutonów. Smak można wzbogacić dodając starty żółty ser, który uzyska konsystencję ciągnącą lub roztrzepane lekko jajko, które zetnie się w zupie na kształt nitek. Danie powinno być klarowne.
Zupa czosnkowa ma bardzo rozgrzewający charakter, co powoduje, że często podawana jest zimą, w tym np. na stokach narciarskich.